# Josefine Swoboda
Josefine Swoboda, née à Vienne le 29 janvier 1861 et morte dans la même ville le 27 octobre 1924, est une peintre autrichienne.

## Biographie
De religion catholique-romaine, elle a Rudolf Swoboda le Jeune pour frère. De 1878 à 1886, elle étudie à l'école d'arts appliqués de Vienne. À partir de 1886, elle expose régulièrement ses œuvres, principalement des portraits, à l'école d'arts appliqués. D'autres participations à des expositions internationales suivent, notamment à l'exposition universelle de Chicago en 1893. En 1888, elle se rend à Hambourg et à Kiel pour des commandes, probablement sur recommandation de son frère et de Heinrich von Angeli, où elle obtient en 1890 une nomination comme peintre officielle à la cour de la reine Victoria. Elle ne séjourne en Angleterre jusqu'en 1899 (avec des interruptions) que pendant les mois d'été pour faire des portraits de membres de la famille royale et de fonctionnaires de la cour. Une partie de son travail se trouve dans la Royal Library du château de Windsor. Elle reçoit de nombreuses commandes de la maison royale autrichienne, ainsi que d'aristocrates d'Autriche et de l'étranger. Elle compte parmi les portraitistes les plus occupés de Vienne. Quelques-unes de ses œuvres se trouvent dans le Musée de Vienne et à l'Albertina.

## Galerie

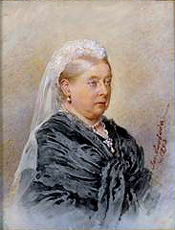
Queen Victoria, 1893, aquarelle
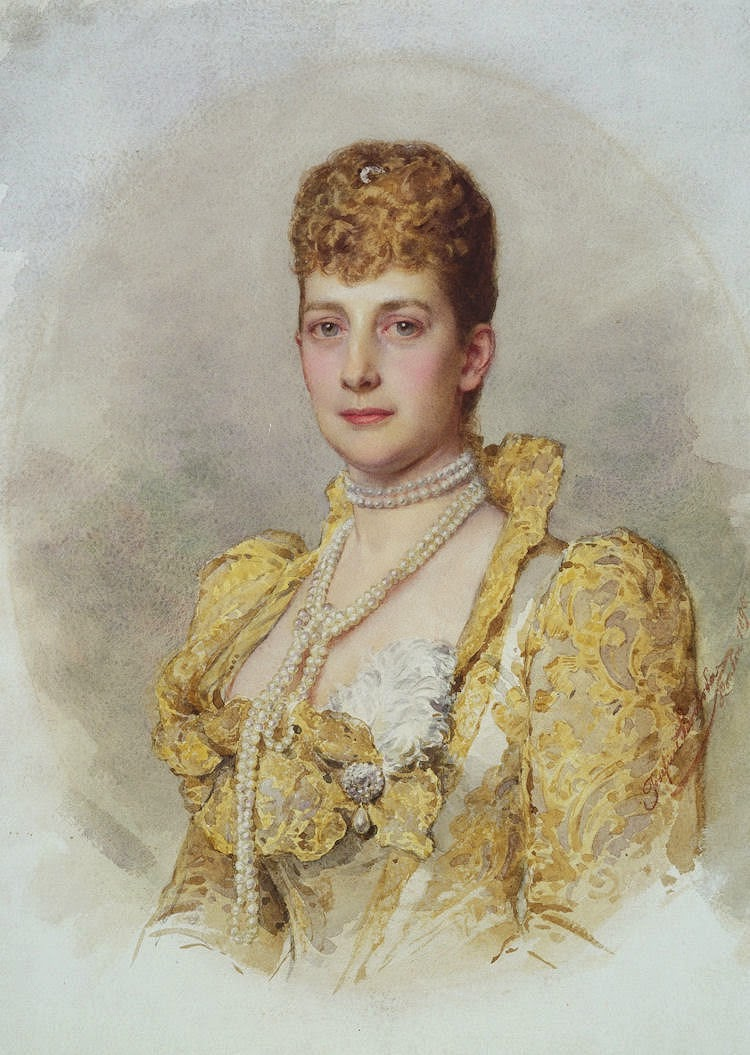
Queen Alexandra when Princess of Wales, 1895, aquarelle